# پارک ملی زوید کنمرلاند
پارک ملی زوید کنمرلاند (به هلندی: Nationaal Park Zuid-Kennemerland) یک منطقهٔ مسکونی و جنگل در هلند است که در هلند شمالی واقع شده‌است.